# Клятвопреступник
«Клятвопреступник» (англ. Oathbreaker) — третий эпизод шестого сезона фэнтезийного сериала канала HBO «Игра престолов», и 53-й во всём сериале. Сценарий к эпизоду написали создатели сериала Дэвид Бениофф и Д. Б. Уайсс, режиссёром стал Дэниел Сакхайм, что стало его режиссёрским дебютом в этом сериале. Премьера состоялась 8 мая 2016 года.
«Клятвопреступник» получил высокую похвалу и был положительно принят критиками, которые посчитали эпизод сильным, движущим повествование вперёд, хоть в нём и не было показано так много шокирующих моментов, в то время как воспоминание о Башне Радости было указано основным моментом эпизода. В США, премьеру эпизода посмотрели 7,28 миллионов зрителей во время оригинального показа.

## Сюжет

### В Узком море
Во время путешествия на судне в Старомест с Лилли (Ханна Мюррей) и малышом Сэмом Сэмвелл Тарли (Джон Брэдли) страдает морской болезнью. Он объясняет Лилли, что женщин не пускают в Цитадель, поэтому он оставит её в Роговом Холме с его семьёй, пока он будет учиться на мейстера. Он говорит Лилли, что она и малыш Сэм - единственное, что дорого ему.

### За Стеной
Бран Старк (Айзек Хэмпстед-Райт) и Трёхглазый ворон (Макс Фон Сюдов) наблюдают видение молодого Эддарда Старка (Роберт Арамайо), лорда Хоуленда Рида, отца Миры, и нескольких других северных солдат, прибывающих к Башне Радости в Красных горах в Дорне в разгар Восстания Роберта. Сир Артур Дейн (Люк Робертс) и сир Герольд Хайтауэр (Эдди Айр) приветствуют Неда по его прибытии. Бран отмечает, что сир Артур Дейн был сильнейшим мечником своего времени.
Эддард заявляет, что принц Рейгар и Безумный король были убиты, и интересуется, почему Дейн не участвовал в Битве на Трезубце. Дейн отвечает, что ему приказали остаться в башне. После того как Нед спрашивает, где его сестра, начинается бой. Дейн рубит нескольких из северных солдат, включая Хоуленда. Бран в замешательстве от того, как Дейн владеет преимуществом, а ведь его отец часто рассказывал о том, что именно он выиграл этот бой. Раненый Хоуленд Рид подкрадывается к Дейну сзади и пронзает его в шею, давая Неду добить его.
Когда из башни доносится женский крик, Нед и Хоуленд бегут внутрь. Трёхглазый ворон прекращает видение, объясняя, что для остального будет другое время, но Бран просит остаться и кричит Неду. Нед оборачивается на мгновение, по-видимому, услышав голос Брана, но в конце концов продолжает путь в башню, а Трёхглазый ворон выталкивает Брана из видения. После возвращения из видения, в пещере Бран просит рассказать, что же было в башне. Трёхглазый ворон не обращает внимание на просьбы Брана и говорит, что со временем он должен будет покинуть пещеру, но сперва должен обучиться «всему».

### В Вэйс Дотраке
Дейенерис Таргариен (Эмилия Кларк) вместе с кхаласаром кхала Моро (Джо Науфаху) прибывает в Вэйс Дотрак, и кровные всадники Моро сопровождают её в дош кхалин. Старшая из дош кхалина (Суад Фаресс) сочувствует Дейенерис, заявляя, что и сама она когда-то вышла замуж за великого кхала и думала, что будет править миром вместе с ним, но её постигла та же судьба. Дав Дейенерис сменить одежду, она объясняет, что различные кхаласары собрались в Вэйс Дотраке, чтобы обсудить, какие города они собираются захватить, а также что делать с Дейенерис; при этом она отмечает, что надеется на её безопасность, если они позволят ей остаться с дош кхалином.

### В Миэрине
Варис (Конлет Хилл) вызывает Валу (Мина Райанн), женщину, помогающую Сынам Гарпии, в тронную комнату в Великой Пирамиде. Он обвиняет её во вступлении в сговор для убийства Безупречных и Младших Сынов, но в ответ она называет их чужеземными захватчиками. Варис пытается объяснить, что её ждёт за участие в заговоре, и упоминает её сына, Дома. Вала объясняет, что если она даст ему информацию о Сынах Гарпии, то они убьют её, а Варис предлагает ей мешок серебра и бегство в безопасный для неё Пентос.
Тем временем Тирион Ланнистер (Питер Динклэйдж) пытается развлечь Серого Червя (Джейкоб Андерсон) и Миссандею (Натали Эммануэль) в ожидании Вариса. Варис приходит и рассказывает, что господа из Юнкая, Астапора и Волантиса платят Сынам Гарпии. Серый Червь отмечает, что Безупречные уже по одному разу взяли Астапор и Юнкай, но Тирион предупреждает его, что поход на эти города сделает Миэрин беззащитным. Они приходят к выводу, что единственный способ победить Сынов Гарпии — это выследить их. Тирион просит Вариса, чтобы его «пташки» передали сообщения лидерам Астапора, Юнкая и Волантиса.

### В Королевской Гавани
Квиберн (Антон Лессер) даёт распоряжение «пташкам», которых он унаследовал от Вариса, когда к нему заходят Серсея Ланнистер (Лина Хиди), Джейме Ланнистер (Николай Костер-Вальдау) и оживлённый сир Грегор Клиган (Хафтор Юлиус Бьёрнссон). Серсея приказывает Квиберну отправить шпионов на Север, в Хайгарден и Дорн. Позже Серсея и Джейме прерывают заседание Малого Совета, на котором присутствуют лорд Киван Ланнистер (Иэн Гелдер), леди Оленна Тирелл (Дайана Ригг), лорд Мейс Тирелл (Роджер Эштон-Гриффитс) и великий мейстер Пицель (Джулиан Гловер). Серсея и Джейме упоминают, что Эллария и Песчаные Змейки захватили Дорн, и требуют заседать в Малом Совете; когда они отказываются уйти, Киван приказывает Совету покинуть комнату.
Томмен Баратеон (Дин-Чарльз Чэпмен) отправляется в Септу Святого Воинства со своей королевской стражей, где требует позволить Серсее увидеть могилу Мирцеллы. Его Воробейшество (Джонатан Прайс) объясняет, что однажды грехи будут отпущены Серсее, и она предстанет перед судом. Сказав своим солдатам удалиться, Его Воробейшество объясняет важность Матери Веры Семерых, показывая Томмену сходство с его матерью.

### В Браавосе
В Чёрно-Белом Доме ослепшая Арья Старк (Мэйси Уильямс) учится биться на палках с Бродяжкой. В перерывах между поединками Бродяжка (Фэй Марсей) спрашивает Арью о том, кем она была. Арья рассказывает обо всех членах своей семьи и также о том, что вычеркнула Пса из своего смертного списка до того, как оставила его умирать. Бродяжка спрашивает о других именах в списке, которыми, по словам Арьи, являются Серсея Ланнистер, Грегор Клиган и Уолдер Фрей.
Когда она, в конце концов, начинает вслепую парировать удары Бродяжки, Якен Хгар (Том Влашиха) отводит Арью в главный зал и предлагает вернуть её зрение, если она назовёт своё имя. Когда она отвечает "У девочки нет имени", Якен предлагает ей выпить из ядовитого колодца в главном зале. Она медлит с чашей у губ, но Якен говорит ей, что если она действительно никто, то ей нечего бояться. Она пьёт с закрытыми глазами, а когда вновь открывает их, то зрение возвращается к ней. Якен в последний раз спрашивает её, кто она, и она уверенно отвечает: «Никто».

### В Винтерфелле
Лорд Амбер, Маленький Джон (Дин С. Джаггер) встречается с Рамси Болтоном (Иван Реон) и Гаральдом Карстарком (Пол Рэттрей). Он объясняет им, что Джон Сноу позволил одичалым пройти через Стену, и боится, что они крупными силами двинутся на юг. Он разгадывает нерешительную попытку Рамси скрыть убийство своего отца и говорит, что не осуждает Рамси за убийство Русе и что им нужно помогать друг другу. Рамси предлагает Маленькому Джону присягнуть ему как Хранителю Севера, но тот отказывается клясться в верности и объясняет, что клятвы ничего не стоят, ссылаясь на предательство Русе Болтона его клятвы Роббу Старку.
Вместо этого, чтобы упрочить соглашение, Маленький Джон говорит, что у него есть подарок для Рамси. Он приказывает привести двух людей с накинутыми капюшонами, которые оказываются Риконом Старком (Арт Паркинсон) и одичалой Ошей (Наталия Тена). Когда Рамси спрашивает, откуда ему знать, что это Рикон Старк, Маленький Джон показывает ему отрубленную голову лютоволка Рикона, Лохматика. Рамси насмешливо приветствует возвращение Рикона, «лорда Винтерфелла».

### На Стене
После воскрешения Джона Сноу (Кит Харингтон) к нему подходят Давос Сиворт (Лиам Каннингем) и изумлённая успешным исходом своего заклинания Мелисандра (Кэрис ван Хаутен). Джон говорит, что помнит только, как его убивали, но ничего после смерти. Мелисандра сообщает Джону, что её религия пророчит «принца, который был обещан», и предполагает, что этим принцем может быть не Станнис (Стивен Диллэйн), как она думала сперва, а Джон. Джон спускается во внутренний двор к одичалым и обнимается с Тормундом (Кристофер Хивью) и Скорбным Эддом (Бен Кромптон), и первый говорит о том, что одичалые думают, что он бог.
Джон руководит повешением сира Аллисера (Оуэн Тил), Олли (Бренок О’Коннор), Отелла Ярвика (Брайан Форчун) и Боуэна Марша (Майкл Кондрон). Он принимает последние слова ото всех, кто должен быть казнён. Сир Аллисер не раскаивается, заявляя, что только он делал то, что по его мнению было правильным для Ночного Дозора и что теперь он сможет отдохнуть, в то время как Джону придётся вечно сражаться; Олли безмолвно смотрит с презрительной гримасой. Джон обрубает верёвку, вешая мятежников. Затем он отдаёт свой плащ Эдду, говоря ему, что теперь Чёрный Замок его, и после слов «Мой дозор окончен» уходит через ворота.

## Производство

### Сценарий

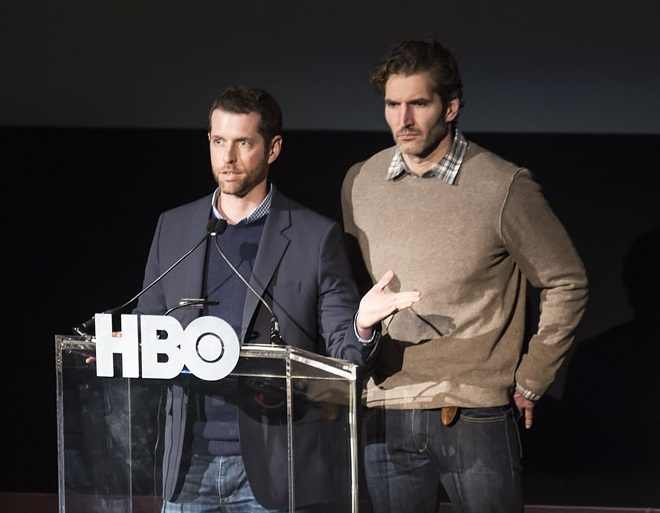
Сценарий к эпизоду был написан создателями сериала Дэвидом Бениоффом и Д. Б. Уайссом.

Сценарий для «Клятвопреступника» был написан создателями сериала Дэвидом Бениоффом и Д. Б. Уайссом. Некоторые элементы в эпизоде были основаны на предстоящем шестом романе из цикла «Песнь Льда и Огня», «Ветра зимы», автор которого, Джордж Р. Р. Мартин, надеялся завершить до начала выхода шестого сезона в эфир. Он также содержит элементы из главы «Слепая девочка» из «Танца с драконами» и нескольких глав и путешествии Сэмвелла Талли в Цитадель из «Пира стервятников». Набег на Башню Радости был событием, изображённым во сне Неда Старка в главе «Эддард X» из «Игры престолов».
В приложении «Inside the Episode» для этого эпизода, сосоздатель и шоураннер Д. Б. Уайсс заявил о флэшбеке Башни Радости как: «Одна из лучших вещей в возможности вернуться с Браном и взглянуть на прошлое заключается в том, что можно увидеть расхождение между полученной историей, вещами, о которых все знают, которые произошли, и что на самом деле случилось». Бениофф продолжил: «Каждый ребёнок, который растёт в Вестеросе, они все слышат о легендарной битве на мечах, которая произошла двадцать лет назад, а насколько знал Бран, это просто его отец победил легендарного парня». Уайсс также заявил: «Честь так была важна для Неда Старка, что ради неё стоили потерять свою собственную жизнь, но он был полностью готов отпустить эту честь и совершенство, чтобы сделать что-то, что он чувствовал, было более важным. Это могло сделать очень, очень сильную защиту для Неда, делающего то, что он сделал, и это, конечно, прокалывает мифологию Неда Старка, которая пробегает через этот мир, особенно после его смерти».
Для первой сцены эпизода, когда Джон Сноу встаёт на столе, Уайсс заявил, что «Первоначально в сцене возвращения Джона к жизни, которую мы написали было очень много разговоров. И когда мы увидели это расписанным на странице, мы поняли, что там было слишком много диалога, мы решили просто дать должное удивлению Джона».

### Кастинг

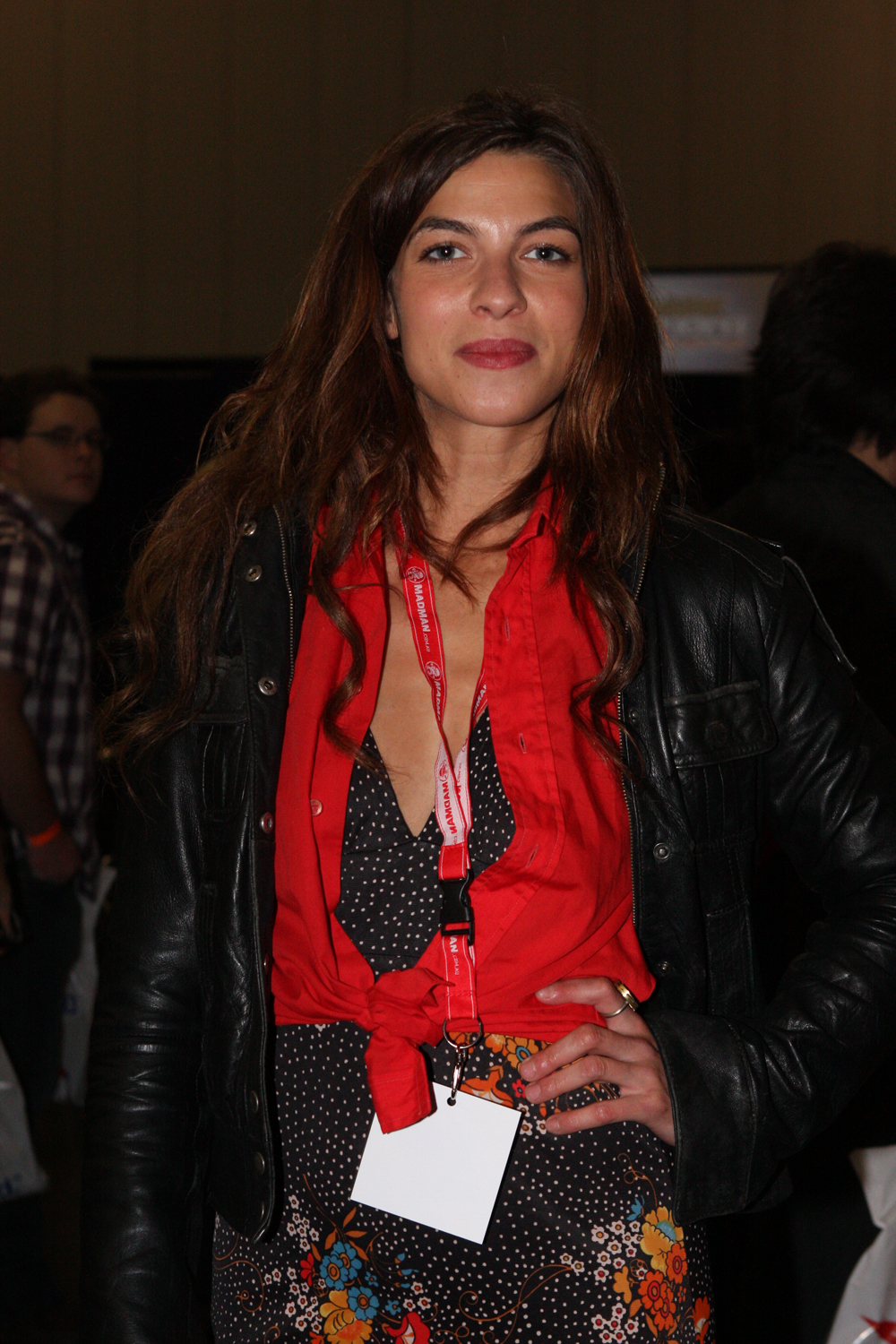
Актриса Наталия Тена вернулась в сериал в роли одичалой Оши.

Актёры Наталия Тена (Оша) и Арт Паркинсон (Рикон Старк), у которых повторяющиеся роли до третьего сезона, возвращаются в этом эпизоде. Эпизод также подчёркивает последнее появление повторяющегося персонажа с момента выхода эпизода первого сезона «Лорд Сноу», сира Аллисера Торна, сыгранного Оуэном Тилом.
Для сцены флэшбека с Башней Радости, актёр Роберт Арамайо был выбран на роль молодого Эддарда Старка. В интервью с «Access Hollywood», Арамайо заявил, что он является большим фанатом сериала, и что это «было большой честью и подарком, быть его частью». В отношении изображения персонажа, похожего на Шона Бина, который сыграл Эддарда Старка в первом сезоне, Арамайо отметил: «Я не хотел слишком сильно зацикливаться на произношении как у Шона, потому что я думаю, что это было бы проблемой на моём пути, если бы я просто сосредоточил все свои усилия на этом. Я много посмотрел видео, где он играет Неда в первом сезоне снова, неоднократно, особенно одну конкретную сцену драки, где он был, и я думаю, что это была большая помощь для меня при создании этой версии Неда — смотрел, что Шон сделал с Недом в первом сезоне, и пытался понять, какова молодая версия этого человека». В отдельном интервью с «The Hollywood Reporter», Арамайо рассказал о прослушивании на роль, заявив: «Шанс на прослушивание в это шоу был мечтой, даже на прослушивание. Для меня это была абсолютная мечта. Я был очень взволнован на прослушивании, и получение роли превзошло мои самые смелые ожидания. Потом когда я узнал, что это была роль Неда, это было ошеломляющим».

### Съёмки

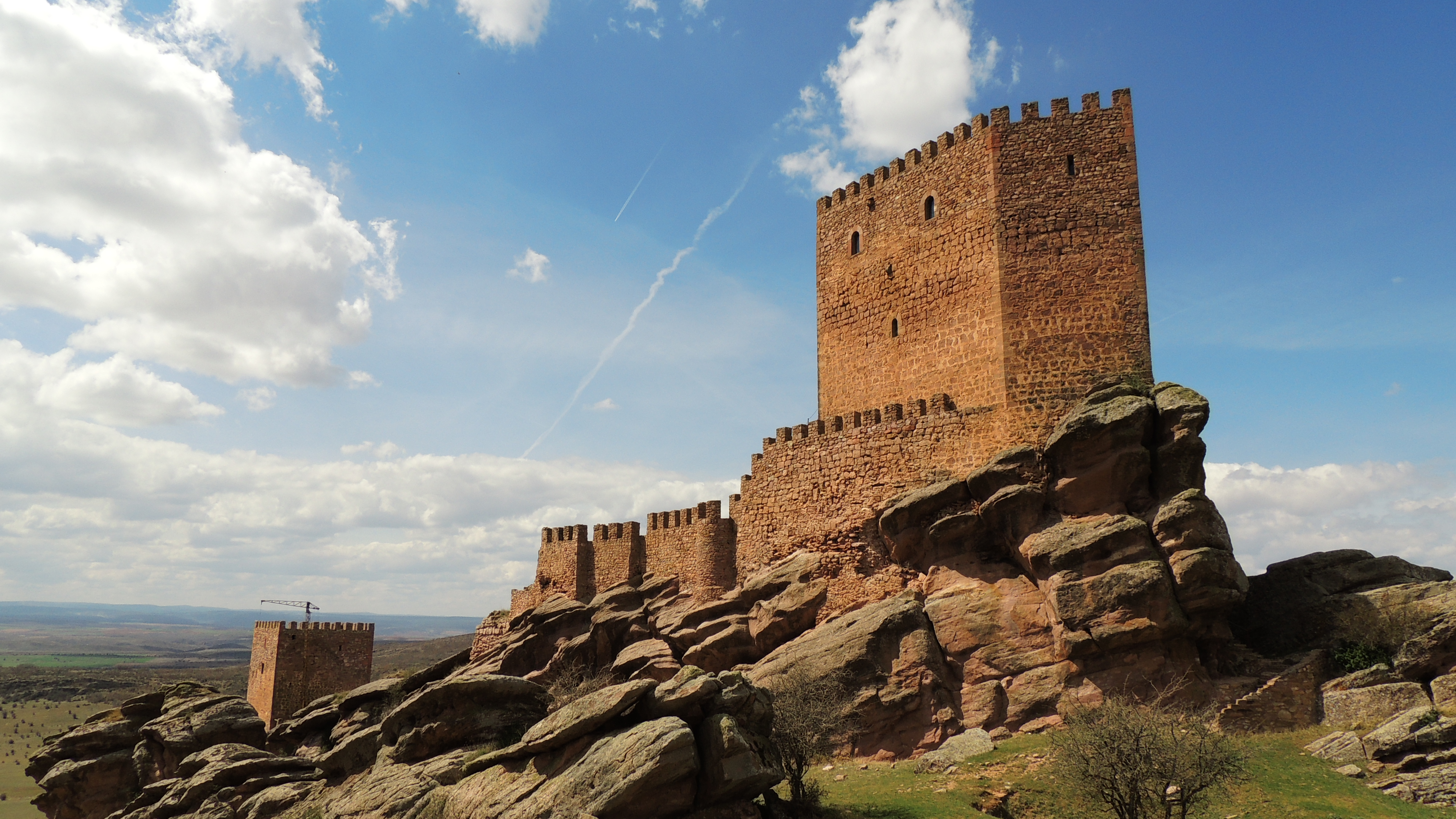
Замок Сафра в Кампильо-де-Дуэньяс, Гвадалахаре, представлял в эпизоде Башню Радости.

Режиссёром «Клятвопреступника» стал Дэниел Сакхайм. Сакхайм впервые становится режиссёром для «Игры престолов»; он также снял последующий эпизод, «Книга Неведомого».
Съёмки первой наружной сцены в Чёрном Замке и финальной сцены, где Джон Сноу казнит предателей из Ночного Дозора, проходили в течение нескольких месяцев, а сцену казни сняли первой из двух. В результате оползней, которые произошли на местах съёмок, где находится Чёрный Замок, карьере Магераморне, расписание для съёмок сцен пришлось переделать исполнительному продюсеру Берни Колфилд и продюсеру Крису Ньюману, а шоураннер Д. Б. Уайсс сказал: «Это на самом деле было к лучшему — некоторые вещи, которые мы снимали в этом месте, извлекли пользу благодаря дополнительному времени, которое нам дал оползень».
Замок Сафра в Гвадалахаре, Испании, представлял в эпизоде Башню Радости в сцене флэшбека с участием молодого Неда Старка и сира Артура Дейна, свидетелями которой стали Бран Старк и Трёхлазый Ворон. Во время съёмок сцены, о ней широко стало известно среди источников массовой информации после того, как один фанат сериала проник на склон горы и заснял небольшую часть боевых сцен, которые происходили. Роберт Арамайо (молодой Эддард Старк) рассказал о съёмках сцены в интервью после выхода эпизода в эфир и заявил: «Мы все прошли через кучу тренировок, которые продолжались в течение трёх- или четырёхдневных съёмок в Испании. Это было интенсивно. Это не было легко. Мне не показалось лёгким снимать эту схватку. Это вовсе не простая рутина. И Люк Робертс, который играет Артура Дейна, он невероятный». Он продолжил: «Если вам заблокировали путь, вы явно не можете знать этого, прямо как вы играете сцену с помощью диалога. Вы не можете знать, что ответ, который собирается дать ваш партнёр по сцене, будет ответ, который вы получите. Надеетесь, что этот. Подобно этому, в бою, если вы собираетесь отрубить чью-то руку или пронзить живот — намерением является отрубить эту руку или пронзить его живот, и вам придётся в полной мере сыграть это намерение. Я не ожидал этого, но это требует много мастерства, с точки зрения актёрской игры, чтобы сыграть».

## Реакция

### Рейтинги
«Клятвопреступника» посмотрели 7,28 миллиона американских зрителей во время оригинального показа, что почти идентично рейтингу предыдущей недели в 7,29 миллиона за эпизод «Дом».

### Реакция критиков
«Клятвопреступник» получил очень позитивные обзоры от телевизионных критиков. Сайт Rotten Tomatoes обследовал 43 отзыва эпизода и 95 % из них были положительными. Критический консенсус сайта гласит: «Самый цельный эпизод шестого сезона на данный момент, „Клятвопреступник“ может похвастаться не шокирующими откровениями или захватывающими поворотами, а сильным, идущим вперёд, повествованием».
В обзоре для IGN, Мэтт Фоулер написал: «С окончательным выбором Джона в „Клятвопреступнике“, шоу, кажется, сделало огромный шаг вперёд к эндшпилю. Тот, в котором мы можем видеть вещи, которые были созданы в течение длительного времени, начинают окупаться. Не у всех истории на всех парах в данный момент, Тирион активно скучает, ожидая новости этой недели, но достаточно происходит на Севере и в Королевской Гавани, чтобы нести сериал прямо сейчас». Кроме того, Тодд Вандерверфф из «Vox» написал: «„Клятвопреступник“ — хрустящий, нежирный, с хорошим темпом эпизод „Игры престолов“. Это один из тех эпизодов, где персонажи в основном позиционируются для будущих эпизодов, но это добротно выполненная версия этого основного шаблона».
Алисса Розенберг из «The Washington Post» написала, что она считает, что это «самый сильный эпизод шестого сезона „Игры престолов“ на сегодняшний день». В то время как Эрик Каин из «Forbes» отметил, что «сезон был полон откровений, но до сих пор всё ещё строится. Это нормально. Я люблю напряжение и незнание того, что придёт».

### Награды
| Год  | Награда                  | Категория                                                       | Номинант(ы)  | Результат | Прим.  |
| ---- | ------------------------ | --------------------------------------------------------------- | ------------ | --------- | ------ |
| 2016 | Творческая премия «Эмми» | Лучший монтаж однокамерного изображения в драматическом сериале | Кэти Вейланд | Номинация | [ 16 ] |